# ジュゼッペ・コスタンツオ
ジュゼッペ・コスタンツオ（Giuseppe Costanzo,1955年7月18日 - ）は、世界の歌劇場で活躍するイタリアのテノール歌手である。

## 生い立ち
幼少の頃から音楽に目覚め、ギターを学ぶ。20代前半で歌の勉強を始める。

## 経歴
24歳で1979年のブッセートコンクール優勝、翌年1980年のスポレートコンクール優勝、マスネのマノンを25歳でデビュー。
スポレートコンクール同年1980年、エンリーコ・カルーゾコンクール優勝。
1981年リエーテイコンクール、1983年マリアカラスコンクール優勝。
1985年フィラデルフィア開催のルチアーノ・パヴァロッティコンクール優勝。
コンクール優勝後、パヴァロッティとのダブルキャストでリゴレット（マントヴァ公爵）、ボエーム（ロドルフォ）で好評を得る。
またフェニーチェ歌劇場でのカヴァイヴァンスカとのボエームでは大成功をおさめ、カレーラスとのダブルキャストでランメルモールのルチア（エドガルド）、カプレーティとモンテッキ（ロメオ）など世界の主要歌劇場で活躍。

## デビュー
マスネのウェルテルをスポレート歌劇場で25歳の時（1980年）にデビュー。

## 活躍
デビュー後、様々なコンクールで優勝、スカラ座やシュターツオーパーなど世界の歌劇場で活躍を続けた。

## レパートリー
20代でのコンクール優勝後、リリコの声での「セヴィリアの理髪師」のアルマヴィーヴァ伯爵が絶賛を博した後、30代までは「ランメルモールのルチア」のエドガルド、「ドン・パスクゥアーレ」のエルネスト、「ボエーム」のロドルフォ、「リゴレット」のマントヴァ男爵などの役が中心であったが、徐々に「トロヴァトーレ」のマンリーコや「トスカ」のマリオ、「ノルマ」のポリオーネなどもレパートリーに加わり、近年では「道化師」のカニオ、「カヴァレリア・ルステイカーナ」のトウリッドウなども手がけている。
しかし声質は甘く柔らかい響きのリリックテノールである。
| 役                     | 作品名                       | 作曲家           |
| ---------------------- | ---------------------------- | ---------------- |
| アルマヴィーヴァ伯爵   | セヴィリアの理髪師           | ロッシーニ       |
| ネモリーノ             | 愛の妙薬                     | ドニゼッテイ     |
| エドガルド             | ランメルモールのルチア       | ドニゼッテイ     |
| ロベルト               | マリア・ストウアルダ         | ドニゼッテイ     |
| ベッペ                 | リタ                         | ドニゼッテイ     |
| ロドリーゴ             | カステーリアのサンチャ       | ドニゼッテイ     |
| オロンベッロ           | テンダのベアトリーチェ       | ベッリーニ       |
| ロメオ                 | カプレッテイとモンテッキ     | ベッリーニ       |
| 花婿                   | カプレッテイとモンテッキ     | ベッリーニ       |
| ポリオーネ             | ノルマ                       | ベッリーニ       |
| アルフレード           | 椿姫                         | ヴェルディ       |
| ドン・カルロ           | ドン・カルロ                 | ヴェルディ       |
| マンリーコ             | イル・トロヴァトーレ         | ヴェルディ       |
| マントヴァ公爵         | リゴレット                   | ヴェルディ       |
| マクダフ               | マクベス                     | ヴェルディ       |
| リッカルド             | 仮面舞踏会                   | ヴェルディ       |
| ヤコポ                 | 2人のフォスカリ              | ヴェルディ       |
| エルナーニ             | エルナーニ                   | ヴェルディ       |
| ガブリエーレ           | シモン・ボッカネグラ         | ヴェルディ       |
| ロメオ                 | ロメオとジュリエット         | グノー           |
| ファウスト             | ファウスト                   | グノー           |
| デ・グリュー           | マノン                       | マスネ           |
| ウェルテル             | ウェルテル                   | マスネ           |
| ロドリーグ             | ル・シッド                   | マスネ           |
| リヌッチョ             | ジャンニ・スキッキ           | プッチーニ       |
| ピンカートン           | 蝶々夫人                     | プッチーニ       |
| マリオ・カヴァラドッシ | トスカ                       | プッチーニ       |
| フリッツ               | 友人フリッツ                 | マスカーニ       |
| トウリッドウ           | カヴァレリア・ルステイカーナ | マスカーニ       |
| カニオ                 | 道化師                       | レオンカヴァッロ |
| マルチェッロ           | ラ・ボエーム                 | レオンカヴァッロ |
| アンドレニア・シェニエ | アンドレア・シェニエ         | ジョルダーノ     |
| マウリツイオ           | アドリアーナ・ルクヴルール   | チレア           |
| エンゾ                 | ジョコンダ                   | ポンキエッリ     |